# 君が思い出す僕は 君を愛しているだろうか
「君が思い出す僕は 君を愛しているだろうか」（きみがおもいだすぼくは きみをあいしているだろうか）は、V6の42枚目のシングル。2013年8月21日にavex traxから発売された。

## 解説
前作「ROCK YOUR SOUL」から約8ヶ月ぶりのシングル。この曲は、V6史上一番タイトルが長い。
初回生産限定盤A（CD+DVD）、初回生産限定盤B（CD+DVD）、通常盤（CD）の3形態で販売され、通常盤には3年ぶりに20th CenturyとComing Centuryの新曲が収録された。

## 収録曲

### CD
※「Summer Day」以降、通常盤のみ収録。
1. 君が思い出す僕は 君を愛しているだろうか
作詞：Mariko Ogata
作曲：Baby Scent・Dino Cirone
編曲：鶴田海生
  - 井ノ原快彦出演 テレビ朝日系ドラマ『警視庁捜査一課9係 season8』主題歌

ピアノ1本で歌い上げるバラード曲。ドラマのエンディングに合うものをと、この曲が選ばれた。プロのコーラスは一切入っておらず、メンバー全員がコーラスを行っている。[3]
2. FLASH BACK
作詞：ARIA
作曲：HAN SANG WON
編曲：HAN SANG WON・YOON YOUNG MIN
  - 三宅健プロデュース曲
  - TBS系『ガチャガチャV6』テーマソング

カメラのシャッター音が特徴的[4]。2013年3月から5月にかけて行われたコンサートツアー「V6 LIVE TOUR 2013 “Oh! My! Goodness!”」で初披露されたダンスチューンで、今回が初の音源化となる[3]。
3. Summer Day - 20th Century
作詞：山下和彰
作曲・編曲：Shinjiroh Inoue
4. キミノカケラ - Coming Century
作詞・作曲：TAMATE BOX
編曲：Yasutaka Kume
5. 君が思い出す僕は 君を愛しているだろうか（instrumental）
6. FLASH BACK（instrumental）
7. Summer Day（instrumental）
8. キミノカケラ（instrumental）

### DVD

#### 初回生産限定盤A
1. 君が思い出す僕は 君を愛しているだろうか ミュージックビデオ Long ver.
  - メンバー全員が別の場所で撮影を行ったため、PV撮影において初めて、メンバー同士が顔を合わせていない[4]。

#### 初回生産限定盤B
1. FLASH BACK V6 LIVE TOUR 2013 Oh! My! Goodness! DANCE ver. ＆ メンバーマルチアングルver.

## テレビ出演
君が思い出す僕は 君を愛しているだろうか
- 『ザ少年倶楽部プレミアム』（2013年8月21日、NHK BSプレミアム）

FLASH BACK
- 『ザ少年倶楽部プレミアム』（2013年8月21日、NHK BSプレミアム）
テレビ初披露